# オムライス
オムライス (Omurice) は、調理済みの米飯を鶏卵でオムレツのように包んだ日本発祥の洋食。
英語のOmelet（あるいはフランス語のOmelette）とRiceを組み合わせた和製外来語である。
チキンライスをオムレツで包んだものは日本独特の洋食であり、アメリカやヨーロッパには存在しないとされる。

## 形態
溶き卵をフライパンで薄く焼き、味付けされたライスを包む。チキンライスを代表とするケチャップライスが一般的だが、ケチャップを用いないピラフやチャーハン、バターライスなどが使用される例もある。紡錘型に成形し、トマトケチャップやデミグラスソース、ベシャメルソースなどをかけるスタイルが一般的である。オムライスにカレーやハッシュドビーフ、シチューなどをかけたものは、「オムカレー」や「オムハヤシ」「オムシチュー」などと呼称される（「シチューオムライス」のような呼び方もある）。
洋食店のみならず一般の食堂や、日本の中華料理店（いわゆる町中華）で提供されることも多い。町中華で提供されるオムライスは、チャーハンとの具材の共通化もあり、鶏肉ではなく豚肉が用いられやすい。また家庭料理としてもよく作られており、オムライス専門店による様々な派生品も存在する。

## 歴史

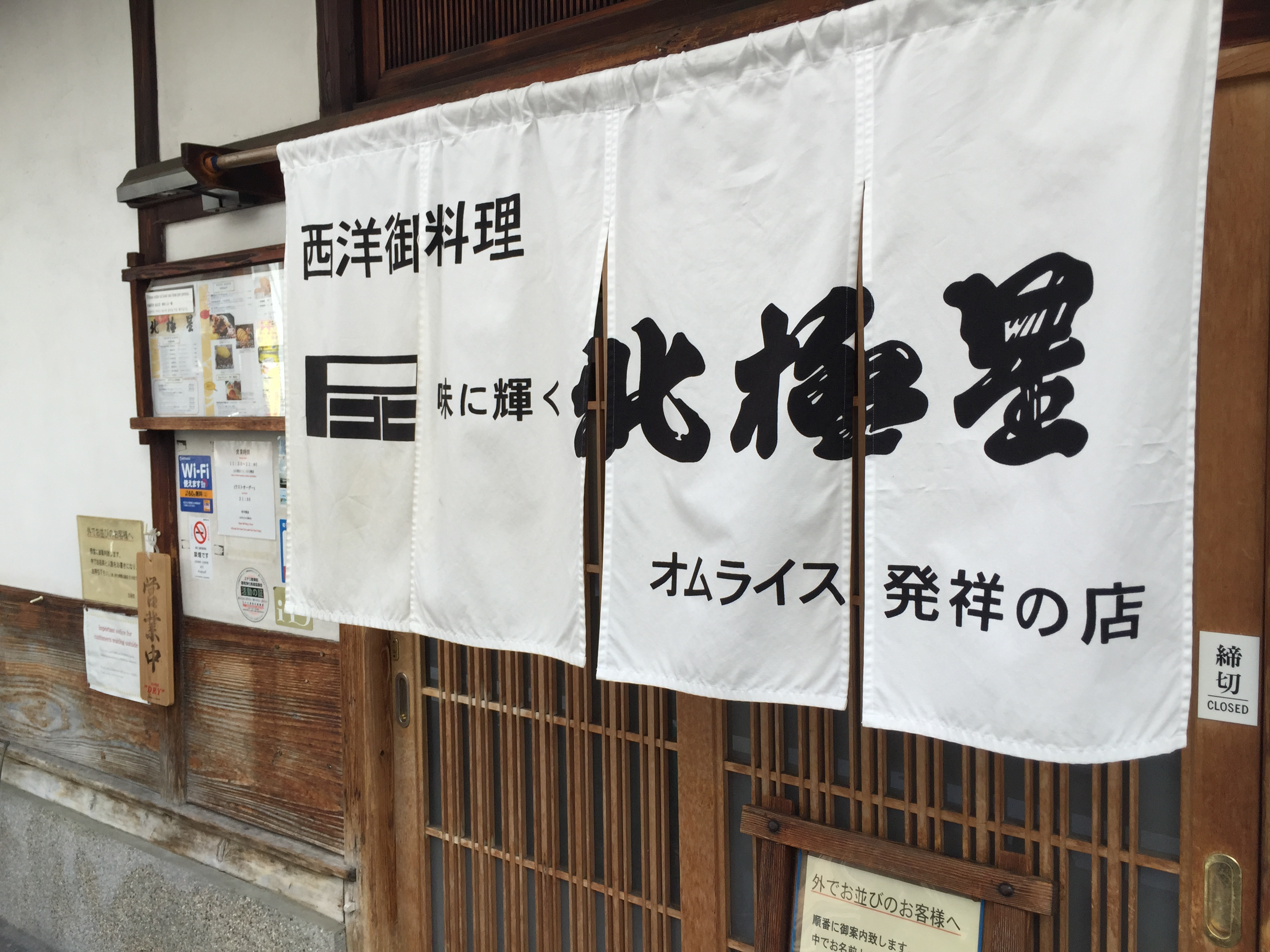
北極星 心斎橋本店

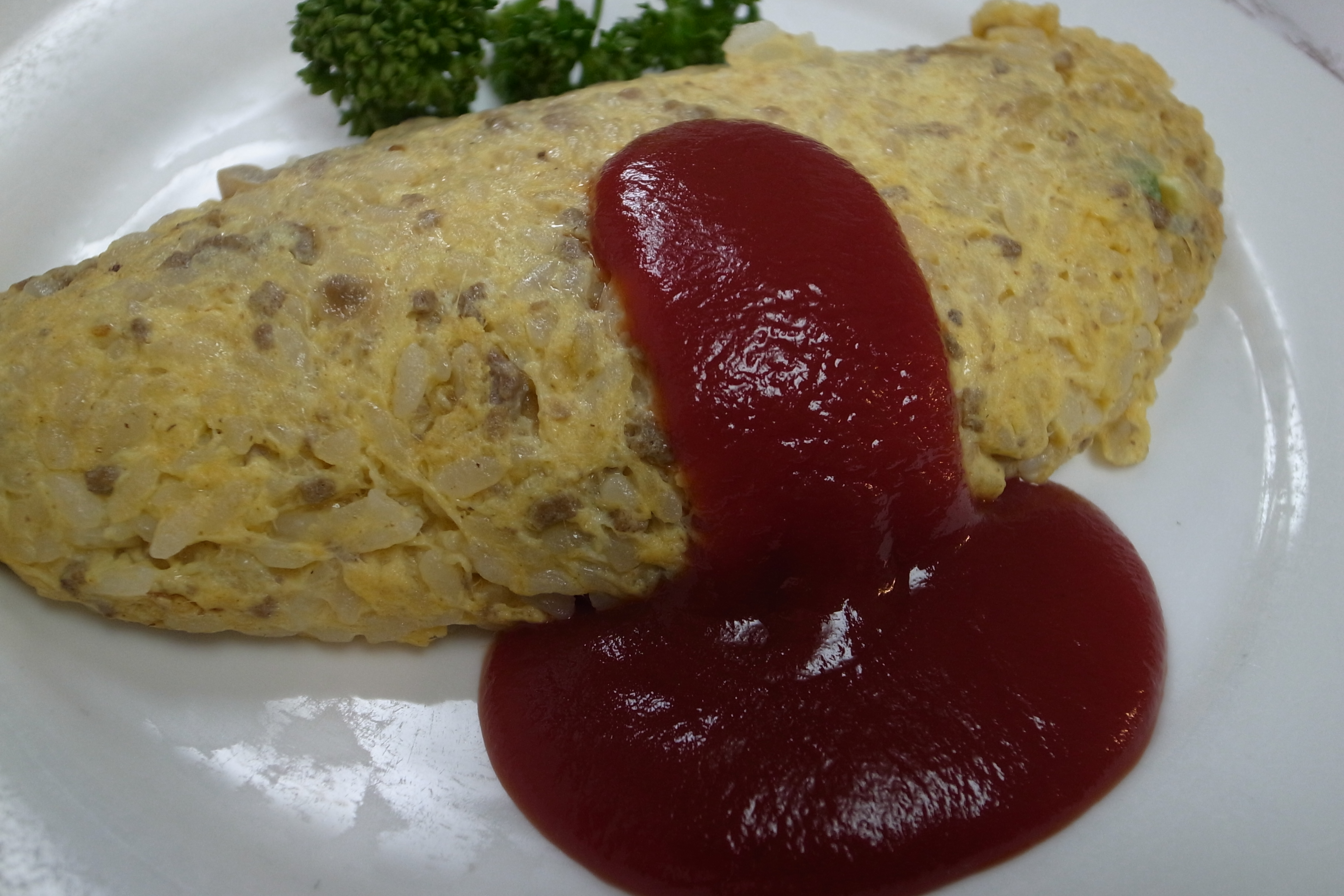
煉瓦亭の「元祖オムライス」 誕生当時はケチャップなしだった

「オムライス発祥の店」を自称する店はいくつかあるが、東京銀座の「煉瓦亭」、大阪心斎橋の「北極星」が有名である。
煉瓦亭では1900年（明治33年）に賄い料理として誕生した。溶き卵に米飯とみじん切りの具材、調味料を混ぜ込んで焼いたもので、現在一般的に認知されているオムライスとは異なるスタイルのものである。忙しい厨房でもスプーン一つで食べられるようにと考案されたものであったが、客が食べたいと所望したため、翌1901年（明治34年）より「ライスオムレツ」という名称でメニューに載せるようになり、現在も「元祖オムライス」という名前で提供されている。報知新聞に1903年（明治36年）より掲載された村井弦斎の小説『食道楽』には「米のオムレツ」として煉瓦亭のライスオムレツによく似た料理が掲載されており、これを食した上での執筆の可能性が示唆されている。なお、現在の「元祖オムライス」はトマトケチャップをかけた状態で提供されるが、ケチャップが日本で普及するのは1908年（明治41年）以降のことであるため、当時のライスオムレツにケチャップは使用されていない。
北極星のオムライスは、ケチャップライスを薄焼き卵で包んだ、現在一般的となっているスタイルのものである。1925年（大正14年）に大阪市難波の汐見橋にあった大衆洋食屋「パンヤの食堂」（「北極星」の前身）の主人・北橋茂男が、いつも米飯とオムレツを頼んでいた胃の弱い常連客に「くる日もくる日も同じものではかわいそうだ」とケチャップライスを薄焼き卵で包んだものを提供し、「オムライス」と命名したとされる。
築地精養軒の料理長であった鈴本敏雄が1920年（大正9年）に著した『仏蘭西料理献立書及調理法解説』には、「味附米飯を詰めて調製し、赤茄子ソースを添へる」オムレツが「Omelette Mireille」として紹介されている。1926年（大正15年）に出版された『手軽においしく誰にも出来る支那料理と西洋料理』にも、トマトソースで調味したチャーハンを薄焼き卵で包むレシピが「オム、ライス（卵と肉の飯）」として紹介されており、大正時代には現在と変わらない様式のオムライスが出現していたことがわかる。
料理研究家の小菅桂子は「オムライスはチャブ屋（小規模な庶民向けの洋食屋）から生まれた」とする東京・日比谷の松本楼の料理長であった辻村の証言を紹介している。チャブ屋で誕生したオムライスが、後に西洋料理店に逆移入したものであろうという説である。詩人のサトウハチローは『改造』に浅草のなじみの屋台でオムライスを食べる旨の文を掲載している。なお、この「オムライス」がライスオムレツなのか、中の飯が白飯なのかケチャップライスなのかは不明。
その他の説として、煉瓦亭を含む銀座の4軒ほどの洋食屋同士で話し合いながら研究が行われ、現在のオムライスに近いものが作られたという話もある。
『手軽においしく誰にも出来る支那料理と西洋料理』（1926年、小林定美、文僊堂）にはオムライスの記載がある。こちらでは牛肉とトマトソース他の具材を炒めて焼き飯を作り、薄焼き卵で包んだものとなっている。ケチャップの記載は無い。

## バリエーション
- 映画『タンポポ』で有名になった作り方として、皿に盛ったチキンライスの上に中が半熟のプレーンオムレツを乗せ、食卓でそれに切れ目を入れて全体を包み込むように開くという方法がある。これは伊丹十三が発案し、東京・日本橋にある洋食屋の老舗「たいめいけん」が作り出したもので、現在は「タンポポオムライス（伊丹十三風）」という名前で供され、店の名物の一つとなっている。
- さいたま市大宮区にある1958年（昭和33年）創業の洋食屋・紅亭が発案したドレス・ド・オムライスはドレスを纏ったような姿のオムライスで1997年（平成9年）頃は「特製オムライス」という名前だったが「ドレス・ド・オムライス」に改名して雑誌に掲載され、その後数多くのメディアで紹介され一躍知名度を上げる。
- ラーメン店では、チャーハンを卵で包んだものを「オムチャーハン」として供している場合がある。オムチャーハンでは、卵の半熟の面を上にして皿に盛ったチャーハンに被せるスタイルが多い。また、ケチャップなどは用いず、チャーシューのエンドカット部分を細切れにしたもの（チャンコマ）を乗せ、チャーシューの煮汁をかける。終始、ラーメン店における具材の活用がされているが、チリソースなどをかけて中華風にすることもある（甘酢あんかけにすると天津飯になってしまう）。これを別にしても、中華料理店でオムライスが供されていることは少なくない。
- ご飯ではなく焼きそばを卵で包んだものは「オムそば」と呼ぶ。
- コンビニエンスストアなどではチキンライスのおむすびに卵を乗せたり、薄焼き卵で包んだりした「オムライスおむすび」を販売していることがある。
- 上面にケチャップを垂らし、提供する相手の名前やメッセージなど、簡単な文字や絵（アスキーアートなど）を描くことができ、かつてケチャップメーカー最大手のカゴメが、ハート型にかけるテレビCMをオンエアしていたこともある。近年では多くのメイド喫茶の定番メニューにもなっており、店員（メイド）がオムライスの上にケチャップで何か書いてくれるサービス「萌えオム」などが知られている。
- マレーシアやインドネシアなどでは、ナシゴレンをオムライスと同じように卵で包みケチャップをかけたナシゴレン・パタヤが食べられている。

## ギャラリー

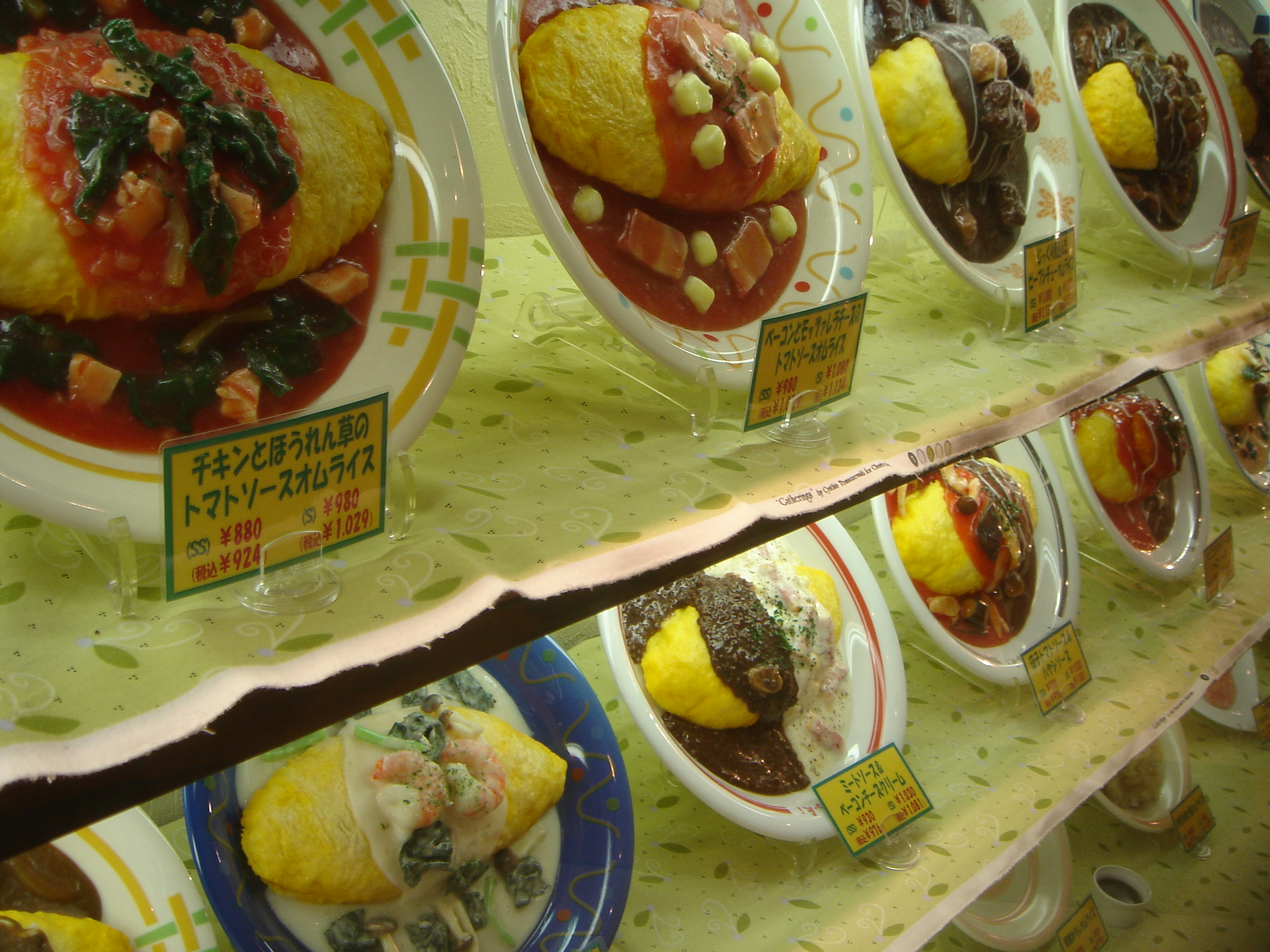
各種のオムライス（サンプル）
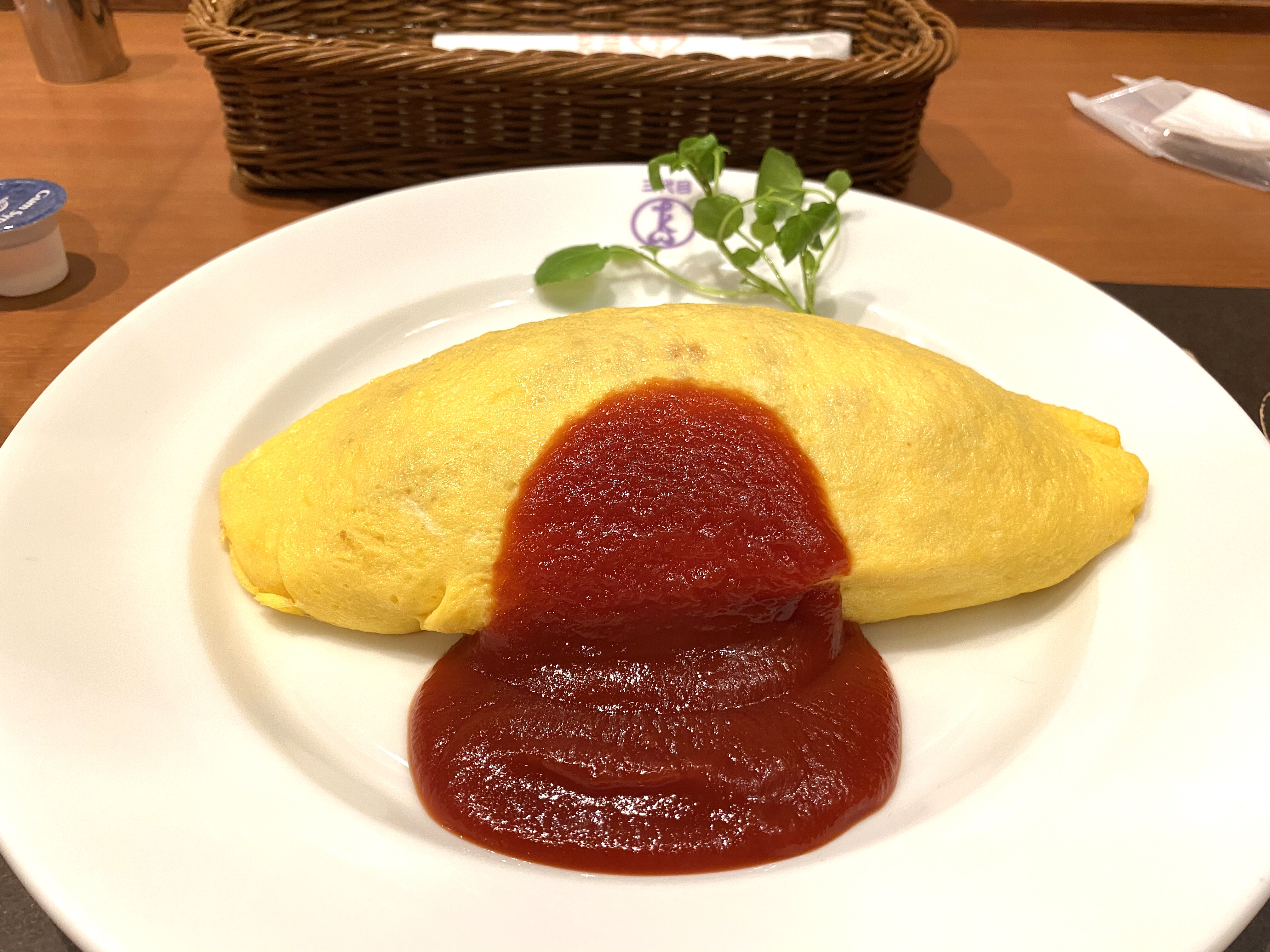
たいめいけんのオムライス
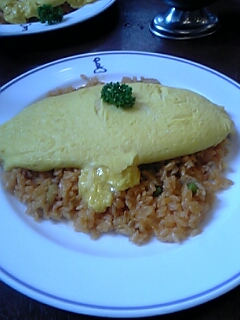
たいめいけんのタンポポオムライス
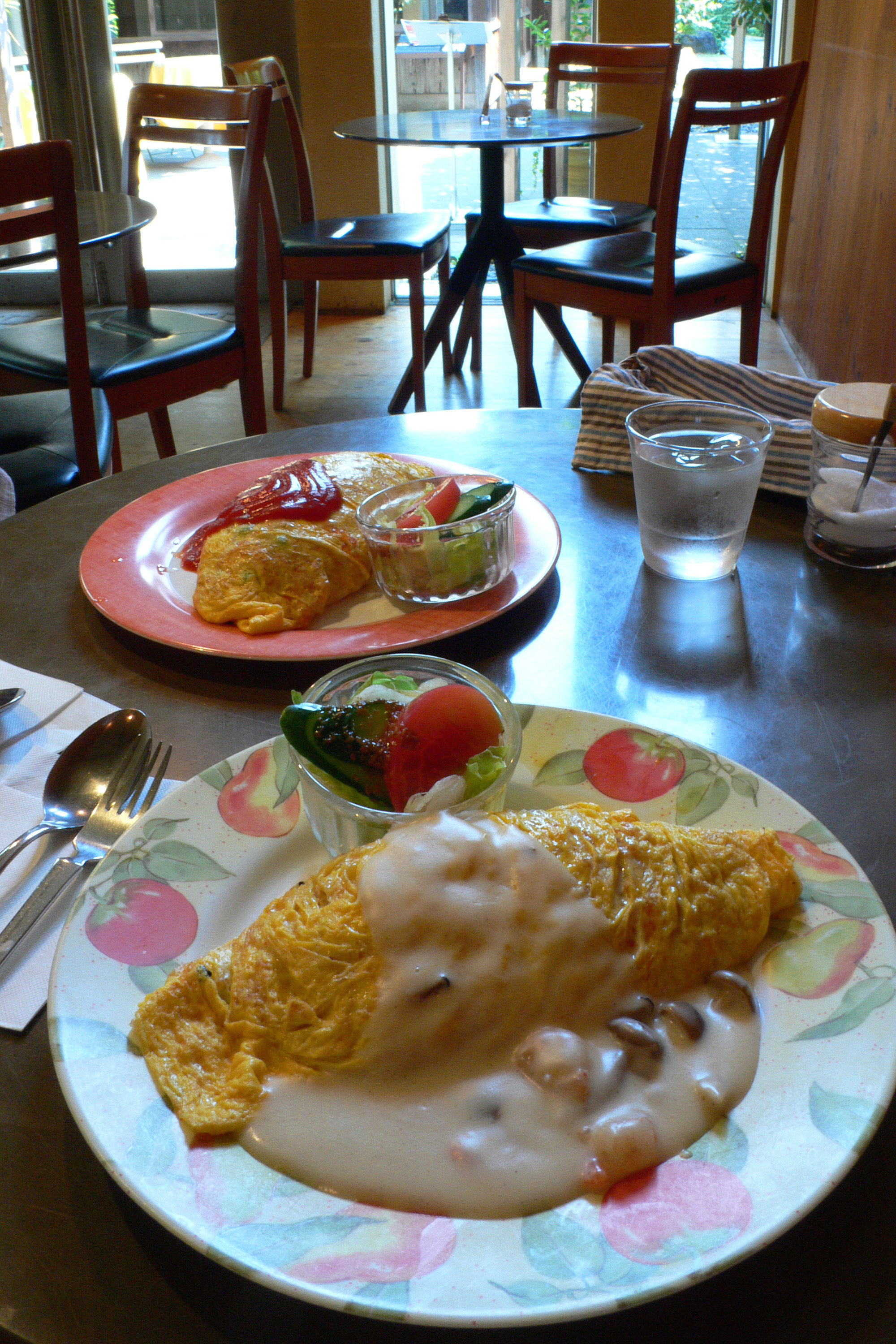
オムライス（クリームソース）
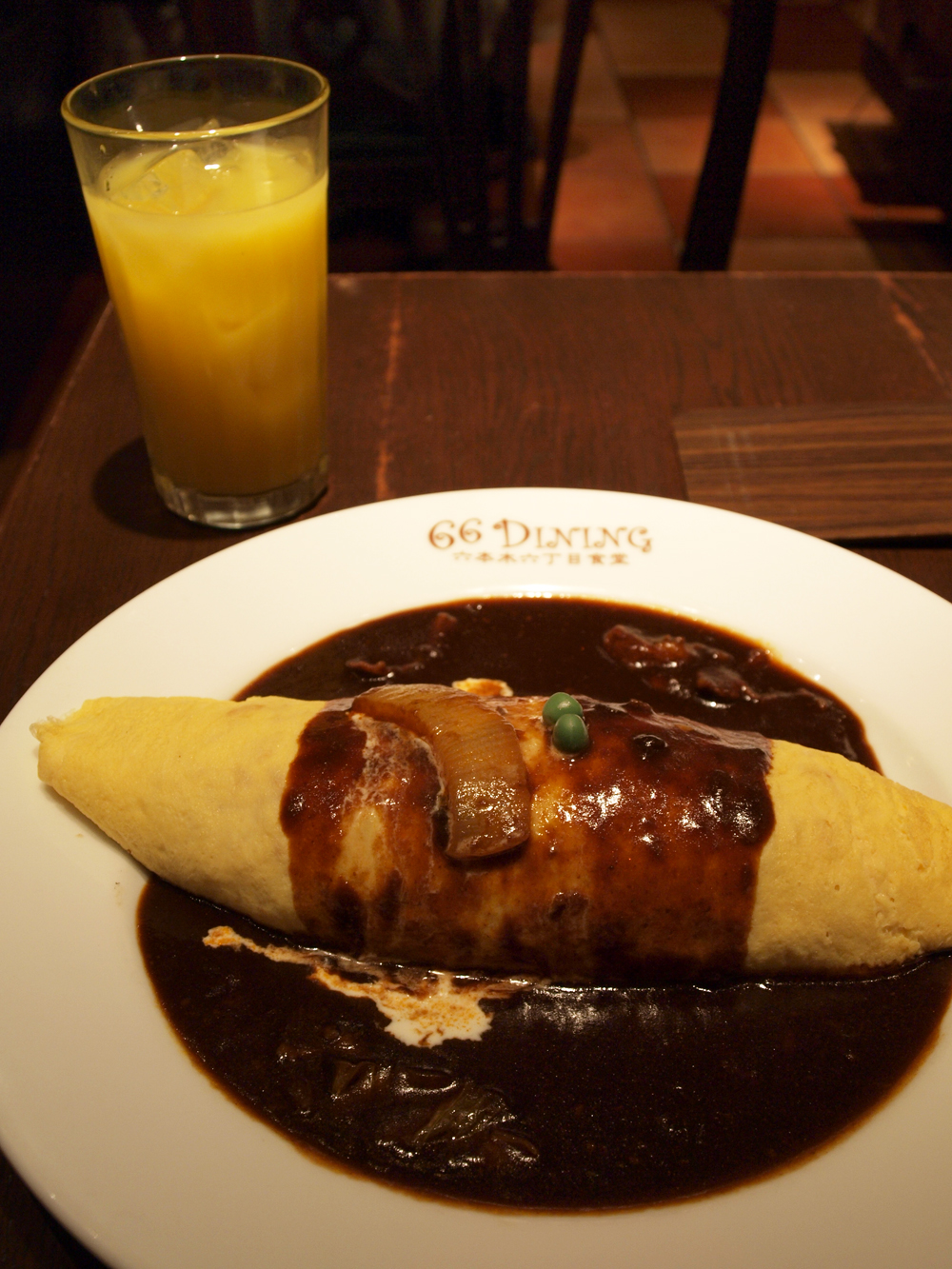
オムライス（デミグラスソース）
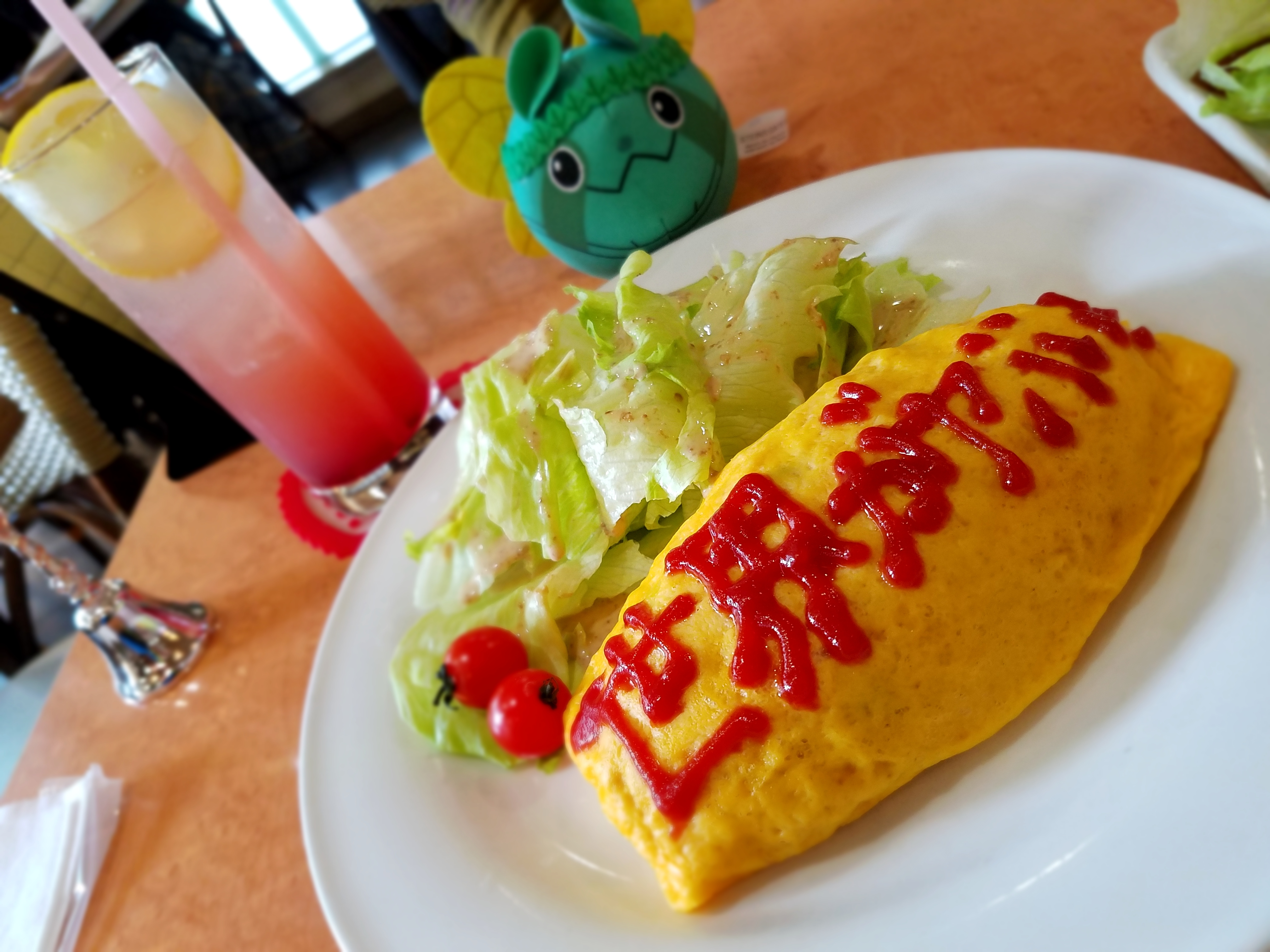
ケチャップで文字を書いたオムライス